# Ажур (узор)

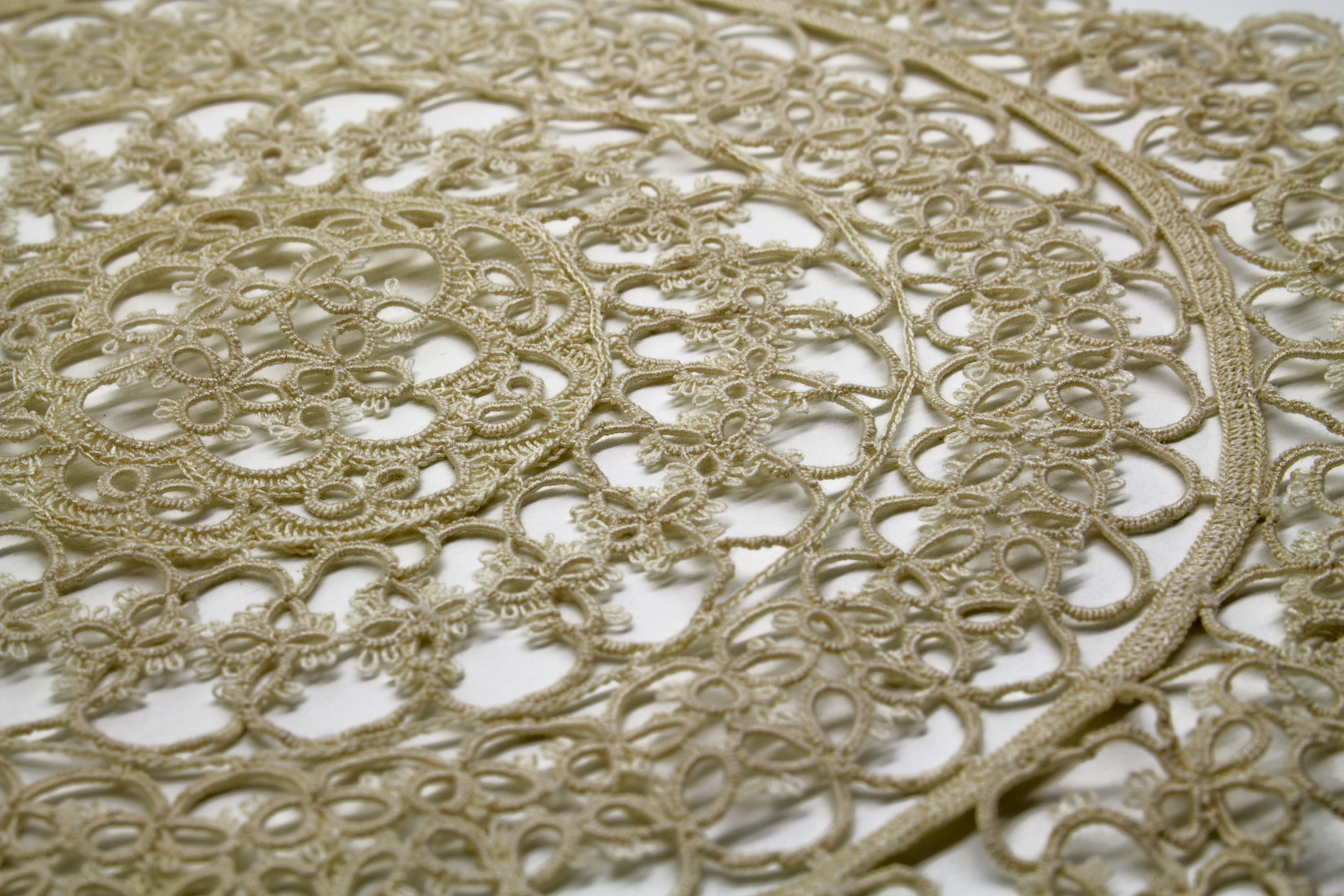
Ажу́рная салфетка

Ажу́р (от фр. à jour — на свет, на просвет) — узор со сквозным, решётчатым орнаментом или с узорчатыми ячейками из различных материалов.

## Характеристика
В искусстве ажурный узор встречается в архитектуре и декоративно-прикладном искусстве: рельефные изображения, ковка и резьба по кости и дереву. Ажур нередко встречается на элементах оружия, ножнах, эфесе в целях уменьшения его веса, либо для украшения. В ювелирном деле ажуром называют плетение из тонких металлических нитей.
В текстиле ажуром обозначается тонкая кружевная ткань, вязание, вышивание, плетение в виде сквозного, сетчатого рисунка, а также изделие из такой ткани (например, ажурные чулки). Наиболее популярен ажур был в первой половине XIX века.
В обиходной речи слово «ажур» приобрело значение «порядок вообще», а сочетание «в ажуре» означает «в порядке». Происходит от понятия бухгалтерского учёта à jour (ажур) в значении «вовремя».

## Примеры

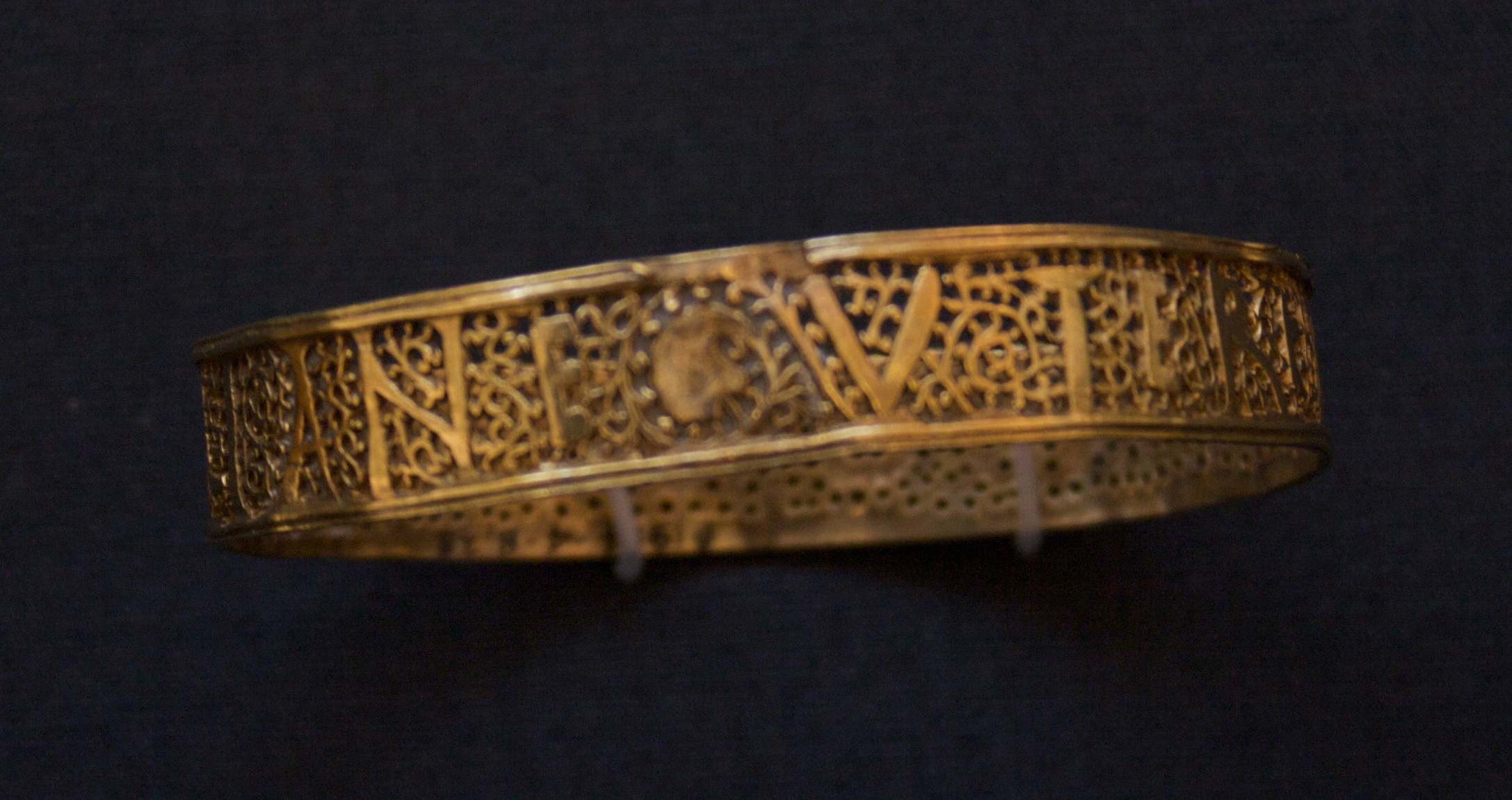
Золотой браслет из Хоксненского клада поздней Римской империи. Великобритания
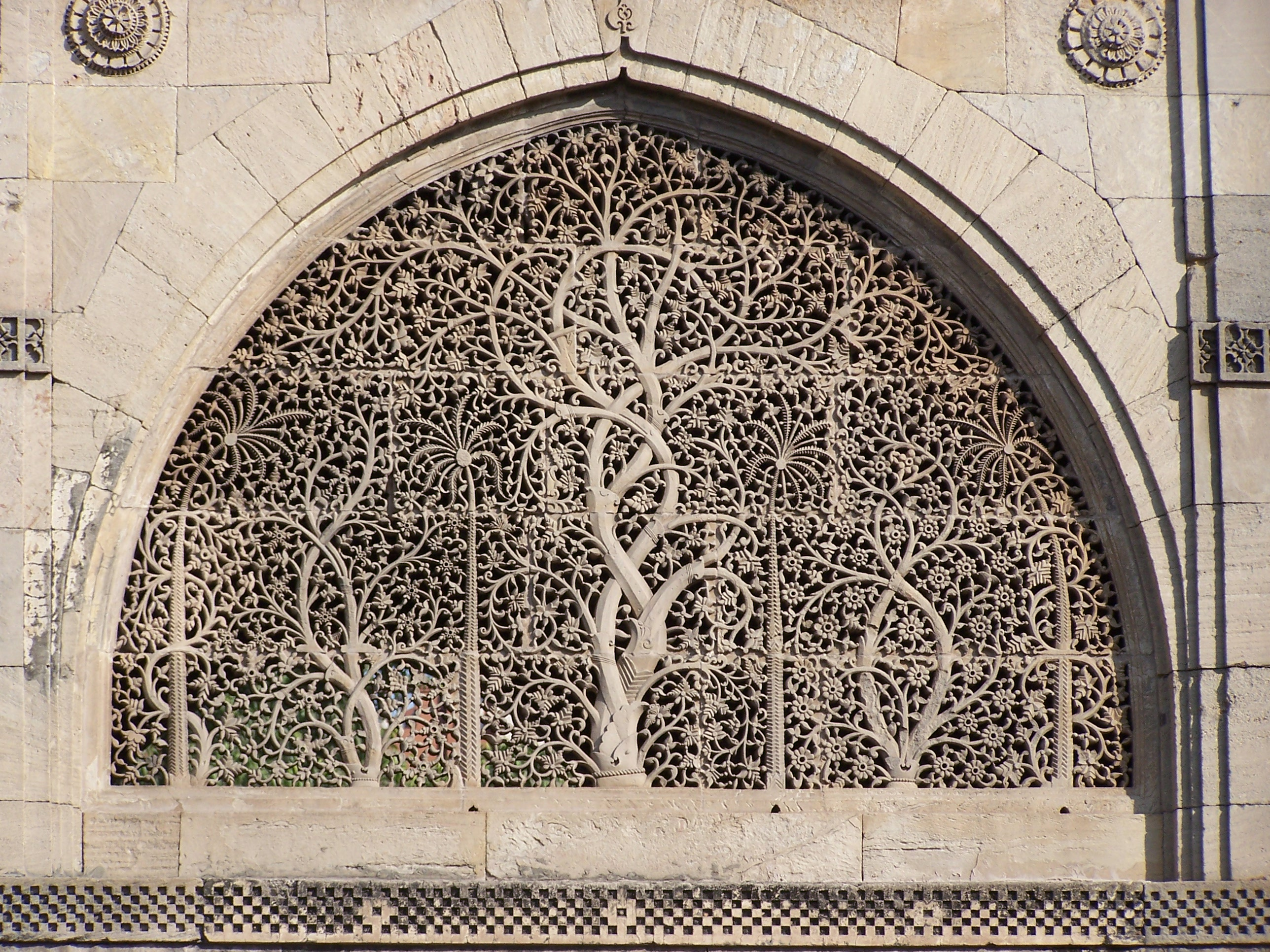
Замысловатые джали в Мечети Сиди-Саид (вид изнутри), Ахмадабад, Индия
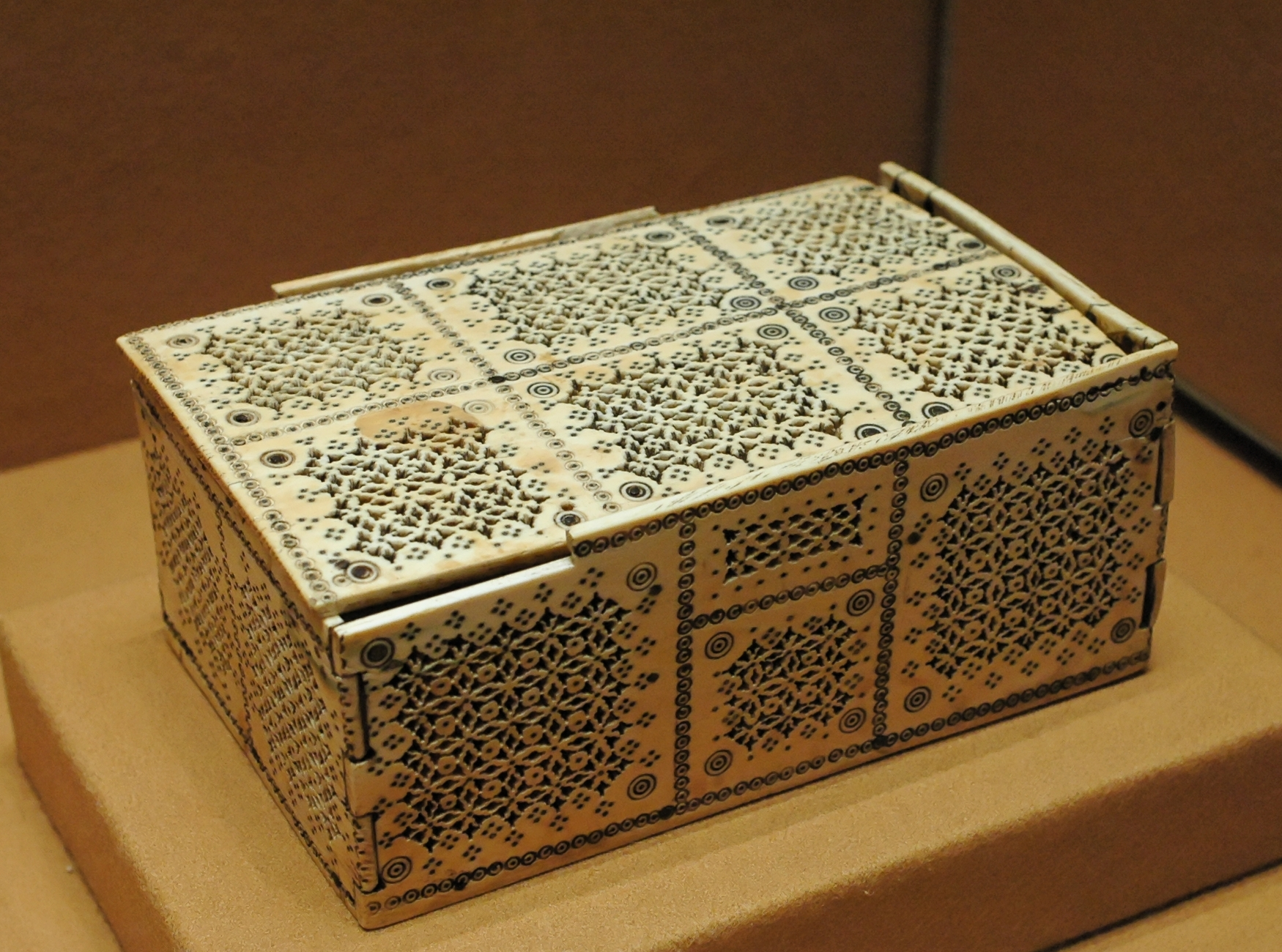
Шкатулка из слоновой кости с ажурной резьбой. Мусульманская Испания или Фатимидский Египет, XIII - XIV века
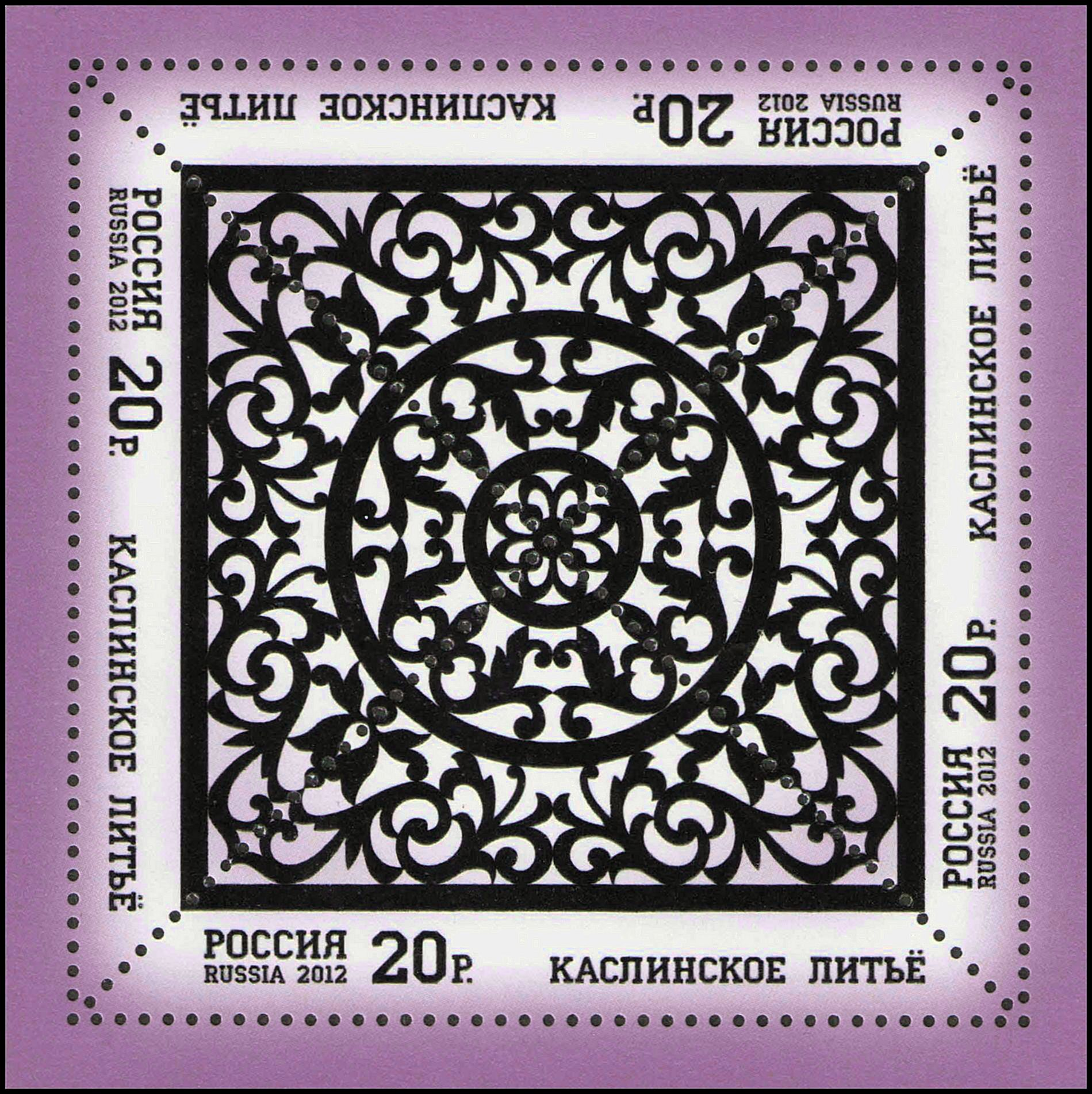
Узор каслинского литья. Почтовая марка России 2012 года.
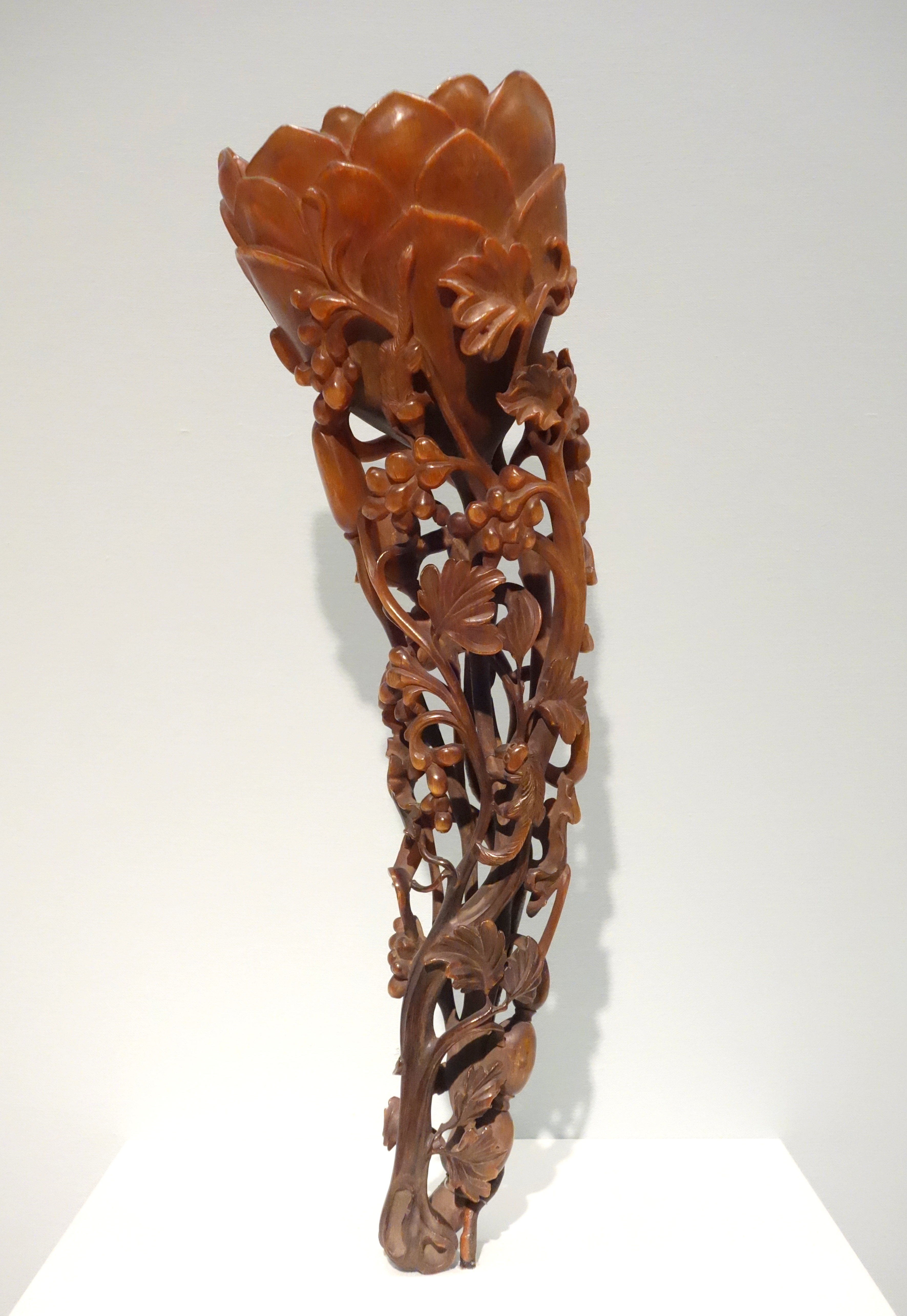
Чаша из рога носорога, Китай, ок. 1800-1900. Азиатский музей Лос-Анджелеса
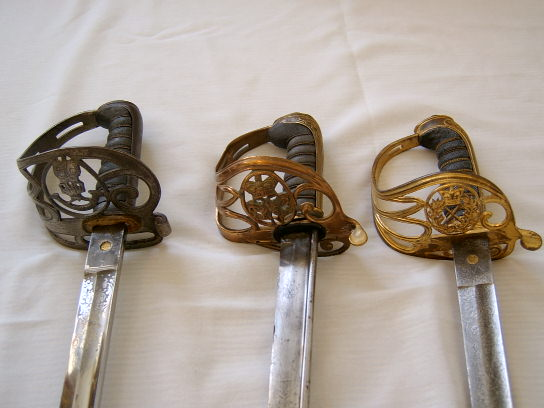
Британские пехотные мечи с готическими эфесами конца XIX века
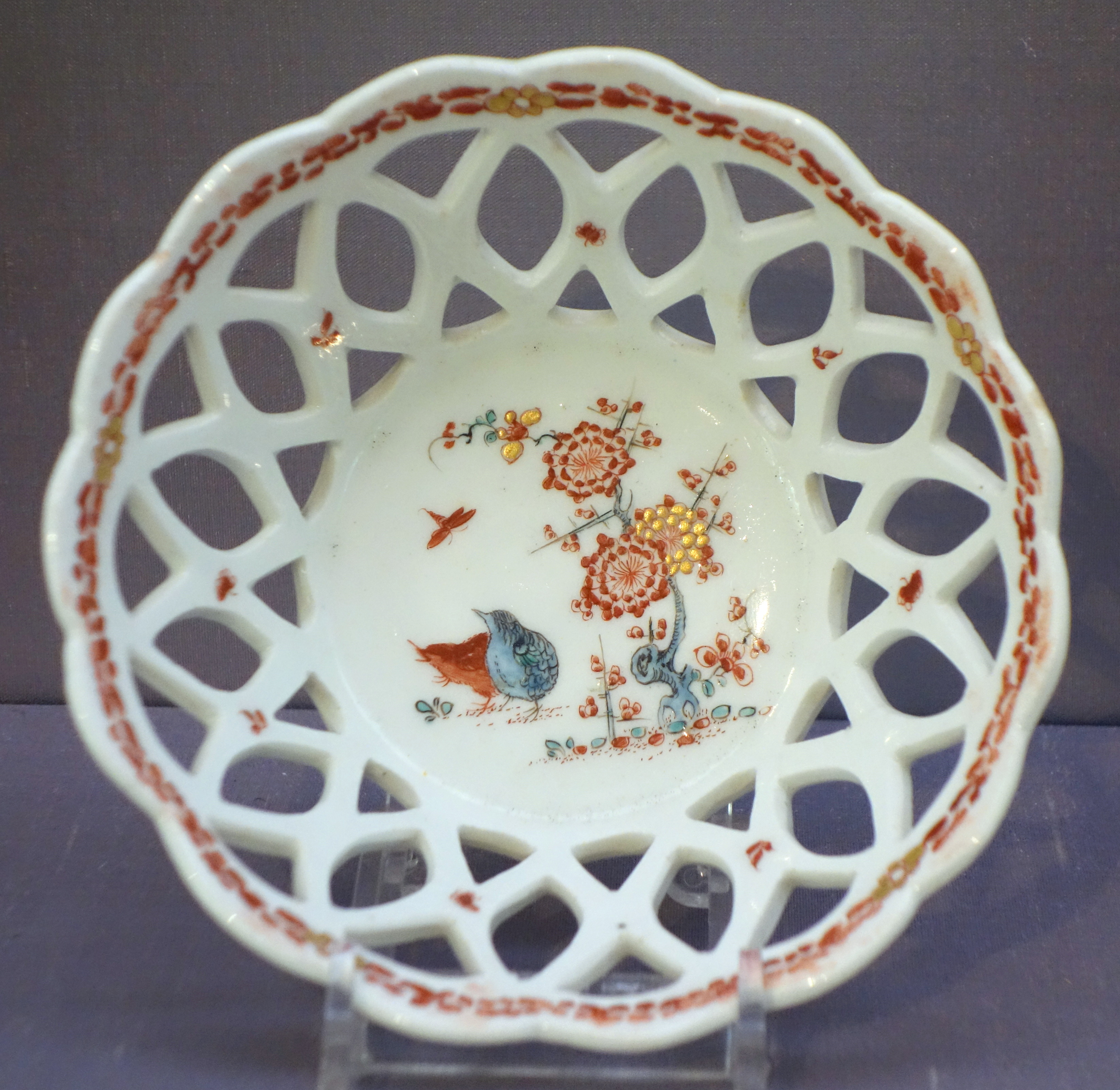
Фарфоровая корзинка, ок. 1754–1755, Англия
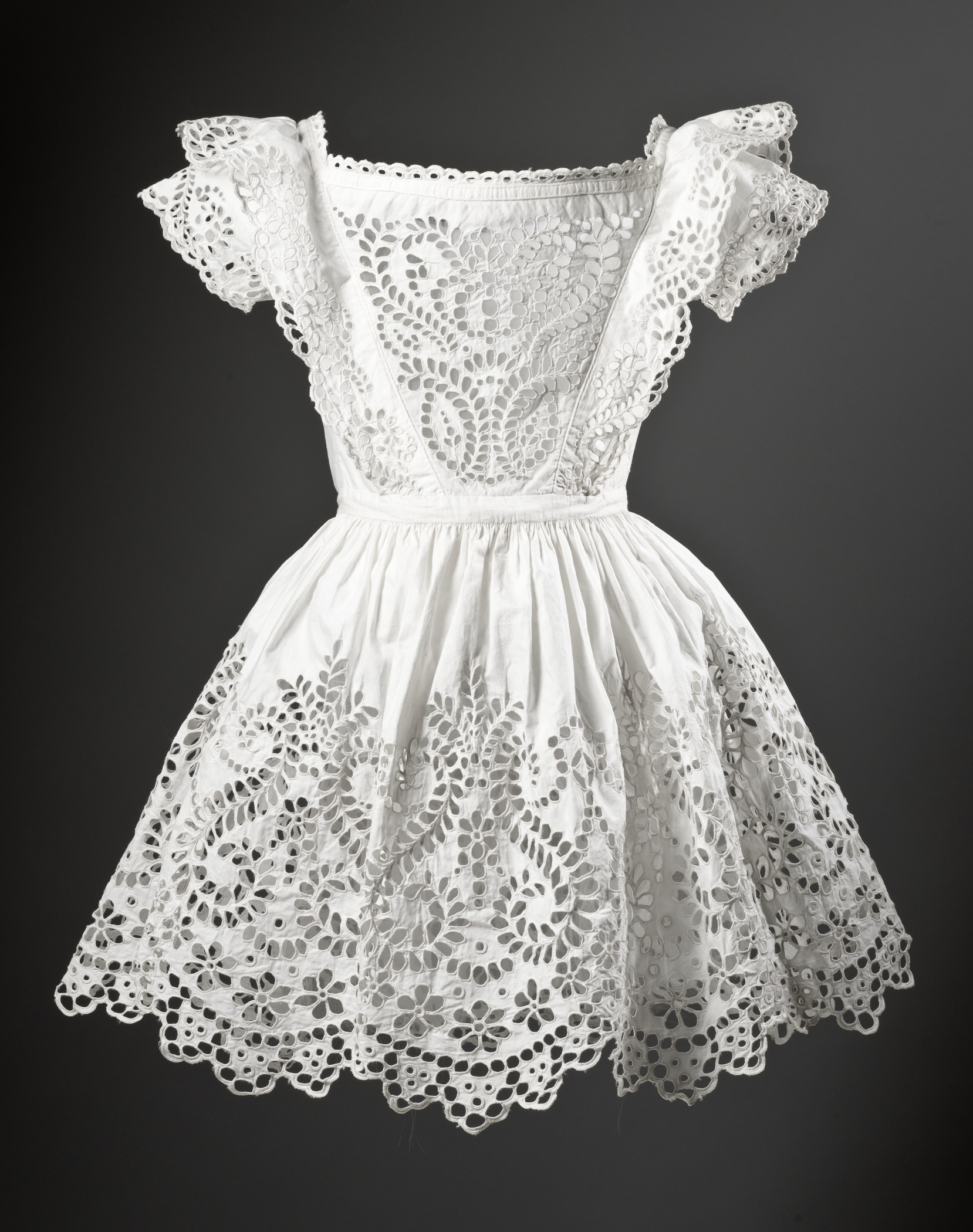
Детское платье, ок. 1855 год. LACMA